# Verolanuova
Verolanuova (Erölanöa in dialetto bresciano) è un comune italiano di 8 102 abitanti della provincia di Brescia in Lombardia.

## Geografia fisica

### Geologia

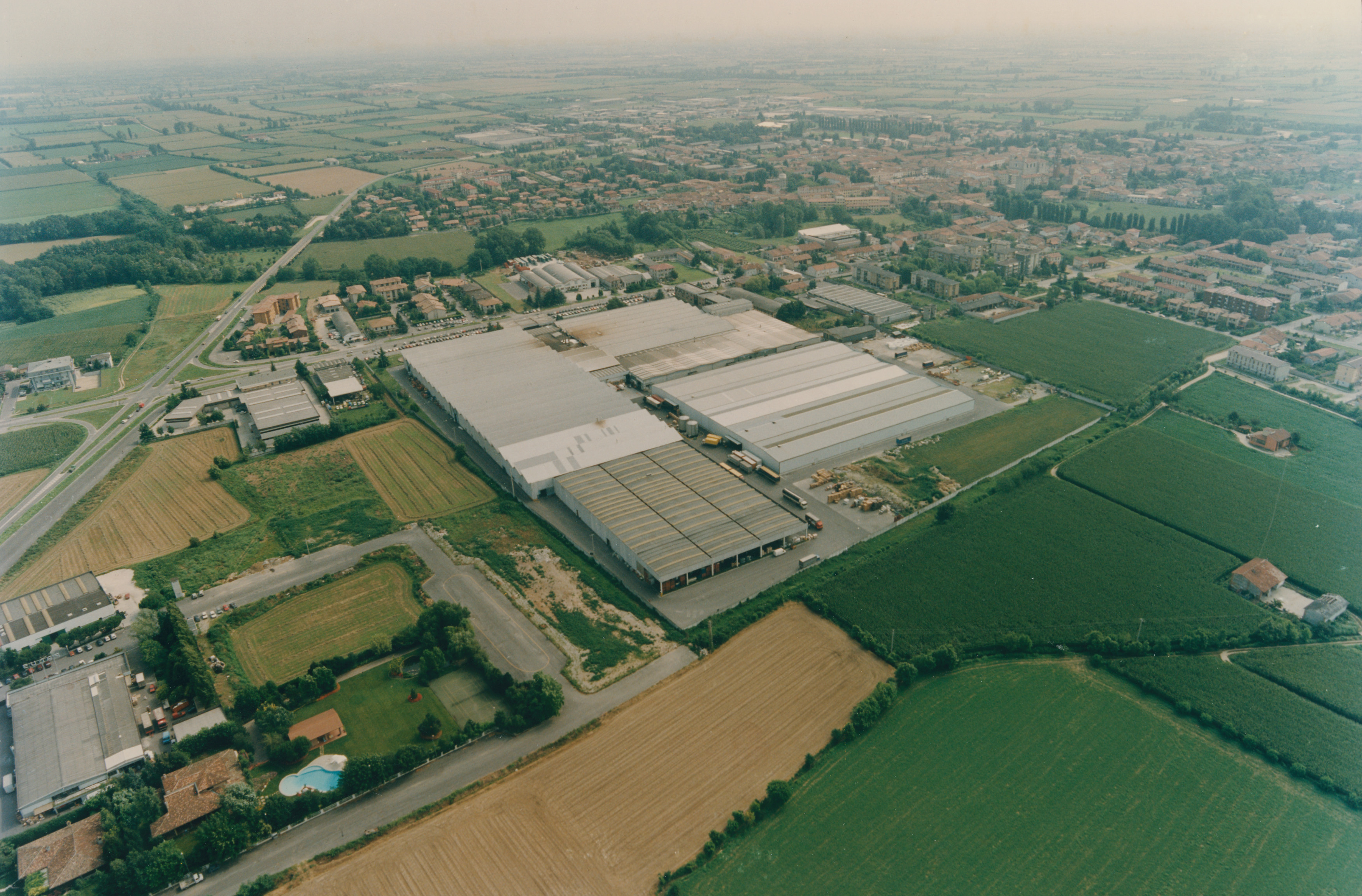
Verolanuova dall'alto (primi anni 2000)

Il suolo verolese è costituito dai depositi alluvionali del periodo Olocene, datato quindi a partire da 20.000 anni fa e non ancora conclusosi. Questi depositi formarono strati consistenti dello spessore complessivo di oltre 150 metri che poggiano su una coltre più antica, databile ad oltre 2.000.000 di anni fa (Pleistocene), generalmente impermeabile.
La pianura verolese, pertanto, come del resto quella dei paesi vicini e della bassa bresciana in genere, è il risultato dell'opera millenaria dovuta al trasporto, al riempimento del mare preesistente ed alla sedimentazione dei materiali portati dai fiumi Oglio, Strone e Mella (oltre a tanti altri ora ridotti a fossi, scarpate o scomparsi del tutto). Questo lentissimo lavoro iniziato nell'era Quaternaria, subì una intensificazione soprattutto dopo le glaciazioni e durò più di 3 milioni di anni.
La pianura è dunque l'esito di una colossale opera effettuata dai ghiacciai e dai fiumi che erodono le Alpi e trasportano materiale a valle. Secondo la pendenza, la velocità ed il percorso dei fiumi, tali materiali si sono depositati dai più grossi (pietre, ciottoli) ai più fini (ghiaia, sabbia, argilla e limo).
Ancora ignote le vicende dei fiumi durante queste lunghe ere. Si ipotizza solo che fossero molti di più e che si siano pian piano accorpati.
Sul finire delle glaciazioni la pianura padana si presentò come un'area malsana e paludosa. Ciononostante verranno a prendervi dimora i primi uomini. Siamo così alle soglie della preistoria.

## Origini del nome
Secondo P. Guerrini Verola deriverebbe da vigriola, termine che significa "terreni incolti"; in un altro opuscolo basandosi sul dialetto eröla, egli risale all'etimo era = aia e conclude che verola significa piccola aia;
Secondo D. Olivieri il nome di Vérola sembrerebbe riflettere villula, se pure non un latino viriola, 'cerchietto', allusivo, in tal caso, al fiumicello Verrone (che oggi è detto Strone);
Secondo A. Gnaga Verola è il nome volgare dell'edera elix; Vegher = terreno incolto e non lavorato; etimologia: se la pronuncia è Veròla forse è l'alterazione di Verona, nome reto-ligure,se è Vérola forse è derivato da villula;
Secondo N. Bottazzi in origine Virola o Verola si riferisce probabilmente al fiume locale largo una dozzina di metri e che venne nominato poi Strone dai Longobardi da "stro" che nelle lingue germaniche significa fiume. Il nome di Virola passò o rimase ai due villaggi che sorsero o che sorgevano nei due luoghi ove il fiume abbandonando il suo rettilineo andamento da nord verso sud fa un doppio gomito a forma di Z per poi riprendere in entrambe le località la sua direzione normale. È a questo virare del fiume che deve risalire Verola, toponimo al diminutivo.

## Storia

### Testimonianze preistoriche
Nel territorio verolese non vi sono tracce rilevanti di presenze umane e men che meno di centri abitati.
Lungo il corso del fiume Oglio, tuttavia, sono testimoniati spostamenti e frequentazioni con piroghe di gruppi preistorici, certamente dal Neolitico in poi, come dimostrano tanti ritrovamenti di resti di queste primitive imbarcazioni a nel suo alveo.
La mancanza di abbondanti reperti non significa che questa zona fosse allora sconosciuta o non attraversata dagli uomini del tempo ma, soltanto che essi non vi si stanziarono per lunghi periodi.
C'è da ricordare che la zona era paludosa, che il Mella sfociava nell'Oglio e che questi fiumi, parecchio più estesi di oggi, erano caratterizzati da forte instabilità.
A Verolanuova, in località "Dosso Negrone", sono stati trovati nell'Ottocento, due reperti di bronzo attribuiti alla cultura del Bronzo medio (1600 - 1200 a.C.) presentati alla "Esposizione di archeologia preistorica e delle belle arti della provincia di Brescia" nel 1875
Materiali ceramici della stessa epoca e tre piroghe di difficile datazione sono stati trovati nella vicina Monticelli d'Oglio tra il 1957 ed il 1967.
Il ritrovamento più antico finora scoperto ai confini del territorio verolese è avvenuto a Bassano Bresciano, nei pressi di Fornace Quadri, i cui reperti vengono attribuiti al Neolitico.

### La protostoria
Prima dell'invenzione e dell'uso diffuso della scrittura (X - V secolo a.C.) in Lombardia si registrano fenomeni antropologici di notevole interesse. Nella bassa pianura a nord dell'Oglio le genti che vi risultano stanziate presentano una maggiore e meglio definita territorialità stabilita sulla base dei caratteri di somiglianza e sulla scorta della loro cultura materiale ovvero, su quali utensili adoperavano.
L'epoca successiva (500 - 350 a.C.) ci introduce nella storia vera e propria tramite un lento ma evidente cambiamento tecnologico e culturale dovuto all'arrivo in pianura di genti portatrici: Liguri, Veneti, Etruschi e Celti.
Nel territorio del bresciano si stanziò il popolo celtico dei Cenomani, organizzato per gruppi tribali ma con federazione e governo unico a Brescia. Queste tribù si sono diffuse nelle zone più fertili della pianura e di preferenza su dossi o terrazze nei pressi dei fiumi. Numerosi i reperti ritrovati dagli archeologi in tutta la pianura bresciana. Significativi sono anche i "relitti" linguistici ancora presenti nei nomi locali di fiumi, paesi, cascine, persone, piante, animali, utensili, vie.
Località sicuramente celtico - cenomaniche nei dintorni del territorio verolese sono:
- Manerbio (manner = guerrieri - be(d) = villaggio)
- Bassano Bresciano (bed = villaggio - dhun = dosso)
- Cadignano (cat = ponte, transito - haeg = tettoia, baracca - ono = fiume)

### La formazione del sistema territoriale e urbano
La pianura a sud di Brescia è stata teatro di vari e travagliati avvicendamenti aventi come discriminante sempre il fiume Oglio.
In epoca romana, tale confine naturale, per quanto a lungo rispettato, ad un certo punto non fu più limite ai coloni del territorio di Cremona che si spinsero a nord del fiume per una profondità di parecchi chilometri. Lo attesterebbero in particolare due celebri testimonianze lapidee rinvenute nel territorio di Pedergnaga-Oriano (oggi San Paolo). In una in particolare si richiama il confine cremonese 'finibus cremonensium'. Quest'ultima indicazione suggerisce che l'Oglio fu superato probabilmente in occasione della spartizione delle terre ai veterani quando i fondi cremonesi si rivelarono insufficienti non solo verso Mantova, ma anche in altre direzioni.
Non si riscontrano invece evidenti tracce di centuriazione del medesimo orientamento di quella cremonese sul territorio a nord dell'Oglio tra Quinzano e Pontevico. L'orientamento stesso del tratto della via Brixiana tra Cremona e Robecco d'Oglio e quello del tratto tra Pontevico e Manerbio divergono di parecchi gradi, così come l'orientamento della strada Quinzanese, ancora più evidente. Condizioni di incertezza nel confine si ripresentarono nell'Alto medioevo, quando Brescia, allora assai più potente di Cremona, si spinse a sud dell'Oglio con le giurisdizioni civile ed ecclesiastica.
Il terreno presenta oggi una varietà di segni sovrappostisi nel tempo di lettura non facile, più spesso appariscenti e ingannevoli che orientativi, al punto di rendere vani molti tentativi degli studiosi. Nel bresciano, secondo vari studiosi, è possibile identificare quattro orientamenti diversi:
- a nord dell'Oglio viene seguito il medesimo orientamento della centuriazione cremonese per un'area maggiore di 50 km²;
- a occidente della via che conduce da Brescia a Cremona si procede con cadenze regolari attorno ai 710 m e si rilevano una decina almeno di decumani che coprono una superficie superiore ai 100 km²;
- a sud di Brescia, con particolare evidenza nei pressi di Flero, strade, fossati, filari di alberi si presentano secondo un disegno geometrico: cardini e decumani attorno ai 16º rispettivamente da NE e SO e da ONO e da ESE si estendono per gran parte della pianura bresciana e rivelano dalle colline a nord di Brescia all'Oglio, dal Chiese fino a Orzivecchi e Travagliato, un'area centuriata superiore ai 500 km²;
- resti di una modesta centuriazione si hanno infine per un'area inferiore ai 10 km² nella bassa valle del Sarca fra Riva ed Arco.

La Brescia - Cremona non è ricordata né è segnata da pietre miliari, la sua esistenza poggia su semplici accenni in fonti letterarie: Tacito menziona una Porta Brixiana a Cremona, gli Atti dei martiri Faustino e Giovita collocano il martirio "Foris civitatem in via Cremonensi". A questa via si riferiscono anche documenti del tardo Medioevo; importanti reperti epigrafici ed archeologici a Bagnolo, Manerbio, Pontevico - luoghi che tradiscono nel nome l'origine latina - fissano almeno tre punti del percorso. È possibile ricostruirne il tracciato più precisamente nel modo seguente: usciva dalla città romana in prossimità dell'antica porta Matulfa, percorreva le attuali vie Crispi, Zima, Cremona, e proseguiva sotto forma di rettifilo fino all'altezza di S. Zeno attraverso la Cascina Pontevica, da qui coincideva con la SS 45 bis.
A Pontevico - probabilmente un po' più ad oriente di oggi - superava l'Oglio e quindi si identificava con il Decumanus Maximus della centuriazione cremonese.
Probabilmente una seconda strada più occidentale collegava Brescia a Cremona attraverso un'area popolosa coincidente con Verziano, Flero, dove sono state trovate dediche a Mercurio.
Il momento di Augusto fu decisivo per lo sviluppo della rete viaria e l'intensificarsi della rete dei traffici. L'importanza delle singole strade variò nel tempo, a seconda delle funzioni cui esse assolvevano, ma tra le molte vie si distinguevano la Brescia - Cremona nel periodo repubblicano e la Milano - Verona in quello imperiale.
Il quadro dei rapporti di Brescia con le altre città, per quanto frammentario, indica legami particolarmente intensi con Verona e Cremona.
Da tutto ciò si nota che la zona tra Brescia e Cremona assunse nell'epoca romana una enorme importanza e da qui si può risalire alle origini romane di molti paesi della bassa bresciana quali Pontevico (Pontis Vicus), Manerbio (Minervium) ed altri. Questi centri sorsero lungo i tre principali Decumani:
strada Cremona - Pontevico - Brescia, detto via Brixiana,
strada Cremona - Quinzano - Brescia,
strada Cremona - Orzinuovi - Brescia,
costruiti dai Romani per la conquista della Gallia.
Verolanuova, però, a differenza di paesi limitrofi ad uno dei sopracitati Decumani, non ha origini romane accertate (uno storico locale, il Marini, asserisce - peraltro senza prova alcuna - di aver trovato il nucleo del primo accampamento), a causa della sua posizione decentrata, si trova infatti esattamente tra due Decumani.
Comunque le prime notizie con una certa base storica dell'insediamento abitato possono risalire al 1100, anche se si tratta di fonti frammentarie. Esistono notizie risalenti al 945 anche se incerte e non documentabili.
Scrive il Guerini:
"Il territorio di Verolanuova, come quello di Verolavecchia, apparteneva al pubblico Demanio. Ancora nel secolo VIII era incolto e denso di boscaglie.
Intorno al 760 dagli ultimi re longobardi venne assegnato alla nascente Badia di Leno da essi fondata, la bonifica agraria, che doveva essere compiuta da monaci e dai loro vassalli. Difatti nei diplomi imperiali, dove vengono elencati i beni della Badia Leonense si trova sempre accennata una Erola.
Si è dunque dinanzi al nucleo primitivo della bonifica compiuta nei secoli VIII-IX-X-XI di tutto questo vasto territorio agricolo dove, sotto la guida dei monaci di Leno, furono compiute opere ingenti di incremento agrario dai feudatari del monastero.
Fra questi spicca principalmente la famiglia dei Capitani di Gambara, alla storia della quale è legata la storia delle due Verola, tanto che Verolanuova era chiamata "Verola Alghisia" dal nome di Alghisio Gambara, potente feudatario della Badia di Leno su tutte le terre circostanti della Bassa Bresciana". In epoca comunale fu operata una grande sistemazione idraulica con la deviazione dall'Oglio di numerose rogge nella parte occidentale della pianura. 

### La fondazione di Verolanuova

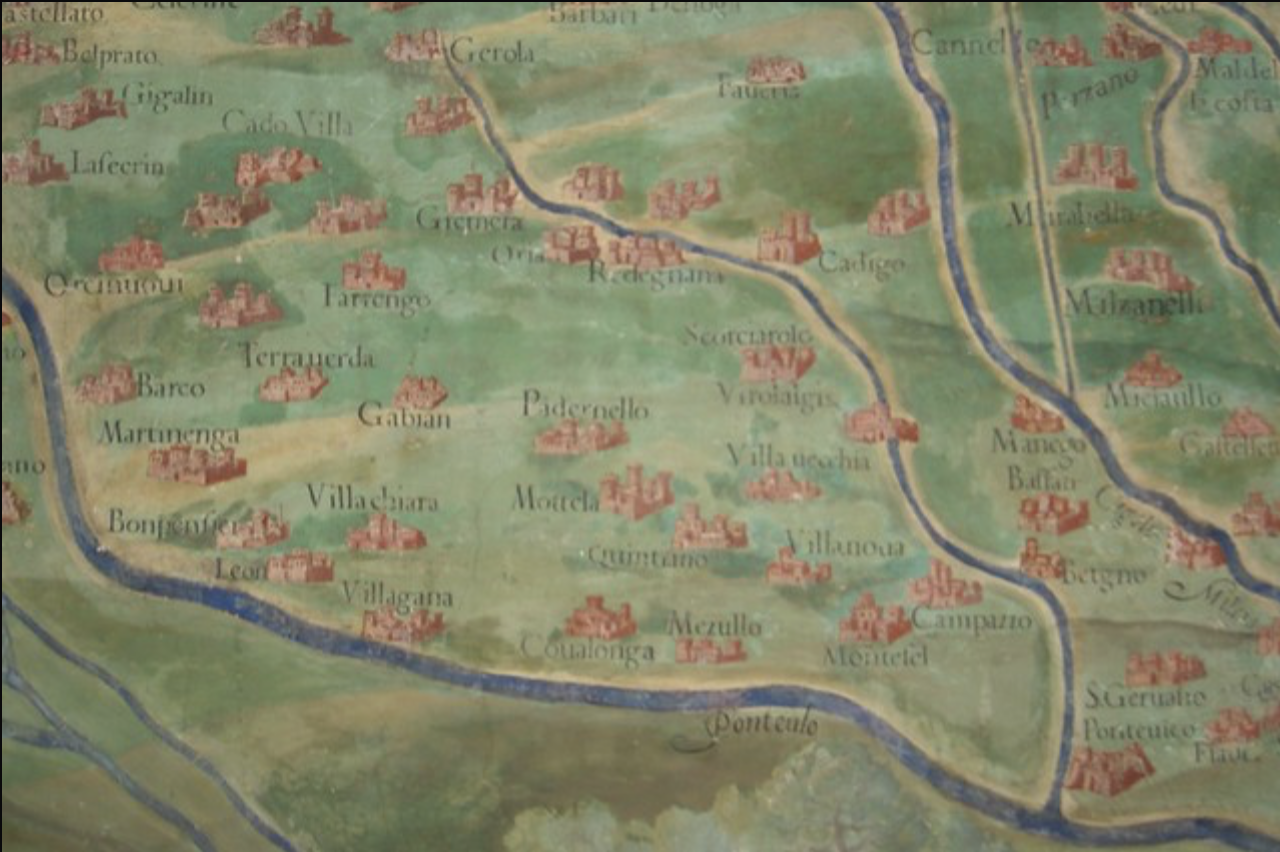
Mappa storica presso i Musei Vaticani: si può notare come Verolanuova venisse indicata come "Virolalgis", da non confondere con "Villanova", frazione di Verolavecchia.

Dal nord provengono gli Ungari lungo i tre Decumani che attraversano la pianura. Questo popolo formò il primo insediamento Verolese sulle rive a nord del fiume Strone, in questo modo l'insediamento era protetto su tre lati dal fiume e dall'altro da un terrapieno di cui si possono vedere ancora i resti. La zona più antica è individuabile nel quartiere che sorge intorno al Castel Merlino, residenza della famiglia Gambara, ed è delimitabile da via Ricurva, via Dante e dalla chiesa della Disciplina. Le notizie certificate da atti notarili risalgono solo al 1400 con la carta topografica Malatestiana.
A tal proposito Mons. Pietro Faita scrisse:
"Verolanuova ebbe conferma feudale oltre che da Pandolfo Malatesta (1408) anche da Filippo Maria Visconti (1422) e dalla Repubblica Veneta (1427). Però in data 5 gennaio 1344 l'aveva già avuta dall'imperatore di Germania, re dei Romani, nella persona del conte Matteo Gambara. Tutte queste conferme erano necessarie perché ad ogni cambiamento di signoria la città di Brescia tentava di riprendere il controllo sui territori dei Gambara per rendere questa famiglia meno indipendente. Sia nell'archivio di Stato di Brescia che nell'archivio parrocchiale di Verolanuova vi sono copiosi documenti riguardanti l'amministrazione dei beni della famiglia Gambara nonché i loro diritti, privilegi, concessioni, eredità, ecc. ..."

### Età moderna

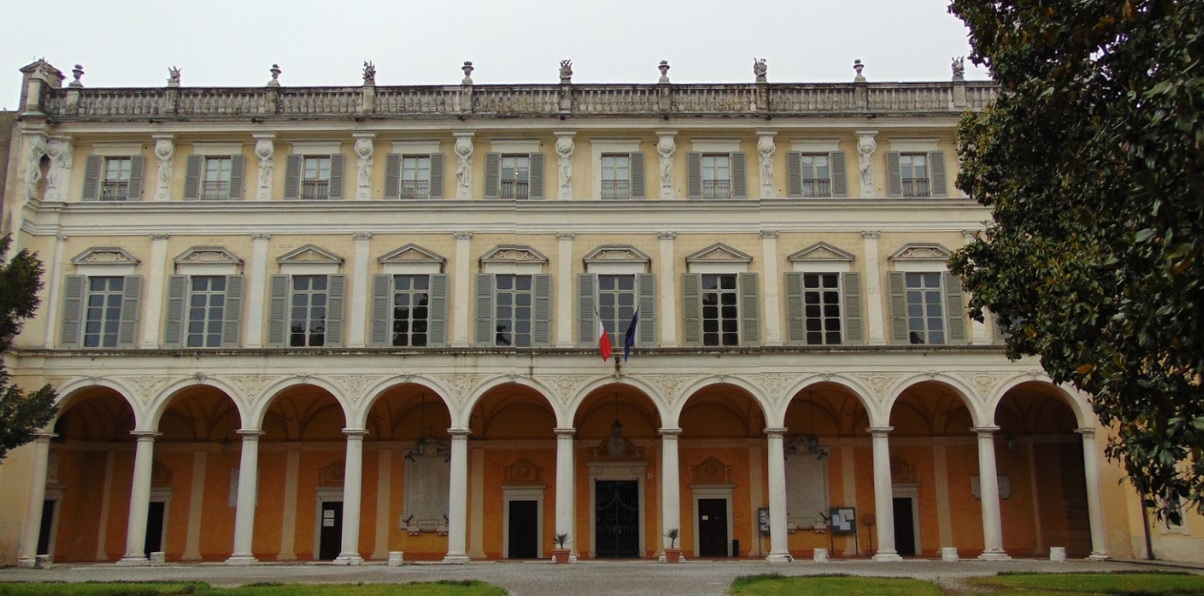
Il Palazzo Ghisi-Pellegrini, già palazzo Gambara "in contrada del Fiorino", ora sede comunale.

Il nucleo del paese dal palazzo Gambara si espanse dopo l'arrivo degli Ebrei, che edificarono la zona alle spalle del Castel Merlino. Attorno al 1630 venne fondata la chiesa principale del paese, dedicata a S. Lorenzo martire. La costruzione del palazzo comunale di Verolanuova risale alla seconda metà del secolo XVI, detto palazzo era la residenza di uno dei due fratelli Gambara, allontanatosi da Castel Merlino per una lite. La piazza principale del paese, Piazza della Libertà, risale al 1500 come il palazzo del Comune; al tempo infatti questa era parte del giardino privato del Palazzo tant'è vero che si può osservare la sua forma ad anello tipica dei maneggi dell'epoca.
La fase storica attendibile successiva al 1600 è costituita dal primo Catasto Napoleonico risalente al 13 giugno 1809. Si nota come il paese non abbia subito grandi modifiche urbanistiche in quegli anni. Si estese fino a sotto il fiume Strone, anche se per poche centinaia di metri.
Da una carta del Catasto Austriaco del 1852 si nota come nell'arco di 45 anni, lo sviluppo urbanistico sia stato tutto sommato ridotto. Il vero grande cambiamento si notò nell'area chiaramente destinata alla ferrovia Brescia-Cremona costruita nel 1866.
Dal 1809 al 1898 l'ambiente urbano non si è espanso, ha però subito un completamento, ovvero sono state edificate abitazioni e cascine che hanno dato più organicità alla struttura dell'abitato.

### Età contemporanea

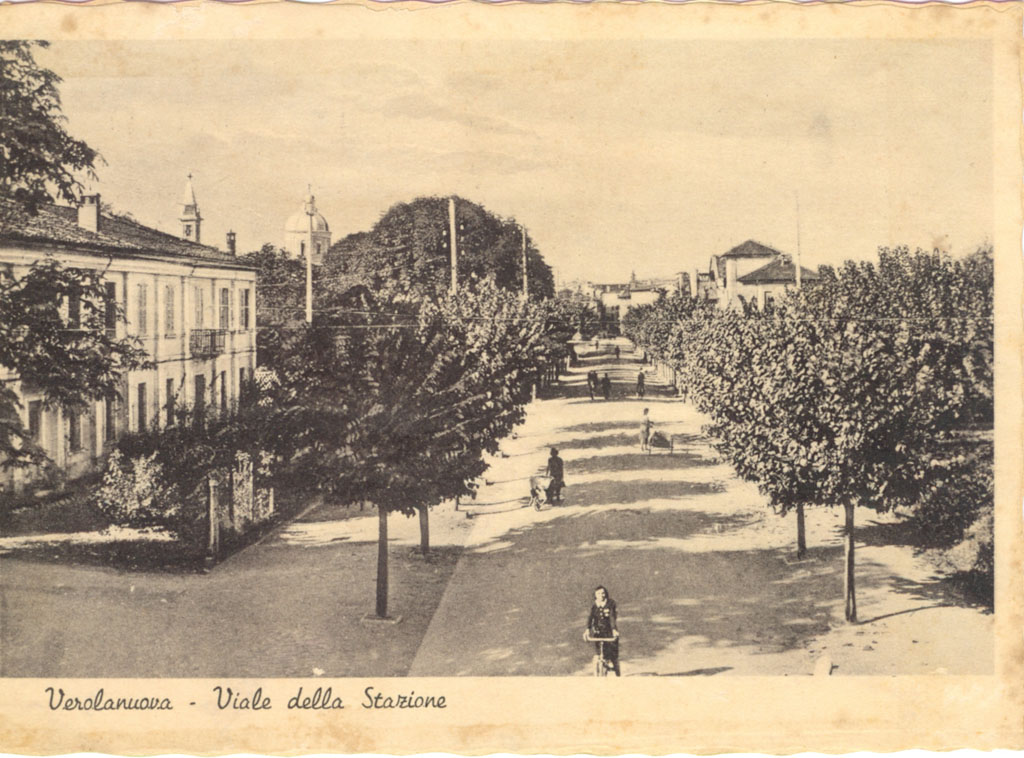
Il viale della stazione (1942)

Giunti alle soglie della prima guerra mondiale con una situazione stabile data dallo sviluppo ottocentesco per quanto riguarda il periodo inter bellico si può notare che non esistono significative espansioni abitative, si può solo ipotizzare la costruzione di singoli edifici, peraltro non documentabile.
In seguito alla ricostruzione immediatamente successiva alla seconda guerra mondiale (1945-1965) il comune di Verolanuova è caratterizzato a Nord da uno sviluppo pressoché uniforme con distribuzione semicircolare al limite del preesistente abitato; a Sud del fiume Strone invece l'espansione è più articolata.
Punti salienti dell'intero sviluppo del primo periodo post bellico sono alcune delle zone industriali più importanti del Comune quali l'Ocean, sorta sul confine con Verolavecchia a Sud del fiume, un gruppo di calzaturifici a Nord - Est, adiacenti alla strada che porta a Breda Libera ed un grande complesso (nel suo interno integrato verticalmente) per la lavorazione dell'amianto oggi riconvertito.
Alla stessa epoca risalgono anche le costruzioni del campo sportivo(1965), della scuola elementare(1955), della scuola media (1970) e della casa di riposo per anziani (1963).
Il periodo analizzato successivamente è quello che arriva all'inizio degli anni ottanta.
Anche in quest'epoca si assiste ad un'espansione di caratteristiche analoghe a quelle della precedente: a Nord dello Strone una fascia limitrofa al preesistente, a Sud invece il completamento della maglia urbana.
È da evidenziare il fatto che a questi anni risale la costruzione del complesso industriale che travalica la circonvallazione Nord, delle due aree industriali presso le cascine Caselle e Bettolino e della nuova sede della scuola superiore di ragioneria (1982).
Gli anni novanta videro un forte incremento industriale nelle aree già a questa vocazione ed il completamento del tessuto abitativo con le tipologie a schiera e a condominio. Lo sviluppo urbanistico è segnato dalla crescita di nuovi quartieri, iniziato negli anni sessanta con i primi villaggi Marcolini, 1969 (Villaggio Rinascita) e 1985 (Villaggio Verola Due), senza però una particolare attenzione alla ubicazione dei servizi.
La crisi industriale della fine del XX secolo porta all'insediamento di strutture commerciali di medio e grande interesse che propongono Verolanuova come nuovo polo della Bassa Bresciana. Nel primo decennio del XXI secolo sono realizzate una serie di strutture al servizio della cittadinanza: nuovi ambulatori medici, nuova isola ecologica, piscina scoperta, sede vigili del fuoco, nuovo centro anziani, nuovo asilo di Cadignano, nuovo auditorium, parco pubblico Nocivelli, sistemazione piazza Breda Libera, per elencarne alcuni. Accanto ai servizi ha inizio anche una ripresa degli insediamenti abitativi nella zona sud del paese con la realizzazione di una serie di edifici ad edilizia convenzionata anche in zona nord e il nuovo PL "Filadelfia" oltre la ferrovia.

### Simboli
(D.P.R. del 28 marzo 1952)

Lo stemma della provincia di Brescia rappresenta l'insieme di cinque blasoni: quello di Verolanuova si trova in basso a sinistra.

Vi è raffigurata la ninfa Verola che, secondo la leggenda, si aggirava di notte nei boschi lungo le rive del fiume Strone e si dilettava a distruggere i raccolti dei contadini. La ninfa appare come simbolo di Verolanuova già dal XVII secolo e nelle immagini tradizionali era rappresentata come una donna nuda con il corpo cosparso di pustole vaiolose, per aggiungere alla figura un ulteriore significato "parlante" dato che i segni del vaiolo in bresciano si definiscono eròle, e richiamano per paraetimologia il nome di Verola. Lo 
stemma quindi sembra essere doppiamente identificativo: sia nel personaggio che nella 
sua malattia. All'iconografia della ninfa Verola si sono sommati nel tempo alcuni attributi simbolici di altre divinità femminili come Diana, dea della caccia raffigurata con una falce di luna nei capelli e frecce nella mano, Tiche, dea della fortuna, piacente fanciulla nuda che impugnava un drappo fluttuante come una vela, e Minerva, 
con il capo cinto da corone floreali.
La natura sfuggente della ninfa è sottolineata dal motto latino che si traduce: "Non presa con promessa ingannevole e neppure con vincolo d'amore".
Il gonfalone, concesso con D.P.R. del 27 giugno 1969, è formato da un drappo diviso verticalmente in due teli di colore bianco e azzurro (colori principalmente legati alla provincia di Brescia), con al centro lo stemma comunale.

## Monumenti e luoghi d'interesse
- Basilica di San Lorenzo Martire, opera dei maestri di fabbrica Antonio e Domenico Comino, sorge nella parte più elevata del paese, al posto di un precedente oratorio dei disciplini, la posa della prima pietra secondo un libro cronologico dei cappuccini di Verolanuova è datata il 10 agosto 1633. Dal luglio del 1971 ha la dignità di basilica minore[20]
- Palazzo Gambara, costruito sull'attuale Piazza Libertà tra la seconda metà del XVI secolo e il XVII secolo, costituito da due piani, mostra al piano terra portici ed al piano superiore cariatidi e balaustra; all'interno affreschi venuti recentemente alla luce; oggi è sede del municipio di Verolanuova

- Castel Merlino, fu la prima residenza della famiglia Gambara all'inizio del loro feudo. All'interno del castello, nel 1643, nacque la Beata Paola Gambara[21]

- Chiesa della Disciplina, costruita fra il XIV ed il XV secolo e fortemente modificata nel XVI secolo; contiene la tomba di Niccolò Gambara († 1592), condottiero che militò al soldo dell'imperatore Carlo V[22]
- Parco Comunale Angelo e Lina Nocivelli, inaugurato il 19 giugno 2005, è un progetto botanico[23] costituito dalla collaborazione della famiglia Nocivelli (proprietari dell'azienda OCEAN, che era situata nel paese)

## Società

### Evoluzione demografica

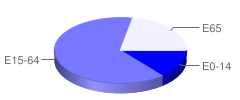
Distribuzione per età

Negli anni, la crescita del numero di abitanti è sempre stata costante fino al 1961, quando si registrò una diminuzione dei residenti, i quali scesero fino a 6 293 abitanti (dai 7 456 registrati 10 anni prima). Da questo momento la crescita fu maggiore negli anni successivi, fino ad arrivare agli 8 000 abitanti registrati negli anni 2000. Gli ultimi dati presentati dal comune presentano un numero di residenti registrati di 8 014 persone.
Censimento popolazione

### Etnie e minoranze etniche
Secondo i dati ISTAT al 1º gennaio 2019 la popolazione straniera residente era di 834 persone, pari al 10,18%. Le nazionalità maggiormente rappresentate in base alla loro percentuale sul totale della popolazione residente sono:
- India 295

- Romania 94
- Marocco 81
- Senegal 61
- Egitto 60
- Albania 50
- Ucraina 35

|  |  |

### Lingue e dialetti
Nel territorio di Verolanuova, accanto all'italiano, è parlata la lingua lombarda prevalentemente nella sua variante del dialetto bresciano: appartenente alle parlate gallo-romanze e derivante dalla volgarizzazione del latino. Nel dialetto bresciano possiamo trovare fenomeni linguistici simili al francese e alle altre lingue galloromanze, poiché il sostrato celtico fu già presente prima dell'arrivo del latino. Nel lessico riconosciamo prestiti longobardi e nella storia moderna prestiti e neologismi dall'italiano e prestiti da altre lingue europee moderne, frutto delle alterne dominazioni, cui più recentemente si sono aggiunti prestiti dall'inglese (per esempio: fóbal da football).
È tutt'oggi classificato come dialetto lombardo orientale, per via di diversi fenomeni linguistici che lo avvicinano ai dialetti bergamasco, cremasco, soresinese (e solo in parte al cremonese), alto mantovano, aree che storicamente non gravitavano attorno a Milano, e le cui lingue si sono dunque nettamente distinte dal dialetto lombardo occidentale.

## Cultura

### Istruzione

#### Biblioteche
- Biblioteca Comunale[25] adiacente a Palazzo del Fiorino

#### Scuole
Verolanuova è sede, oltre alla sua scuola elementare e media, dei seguenti istituti scolastici statali, inerenti al ciclo scolastico della scuola secondaria di secondo grado:
- Istituto tecnico Economico (ITE)[28] con le articolazioni di Amministrazione, Finanza e Marketing, Sistemi Informativi Aziendali e Relazioni Internazionali per il Marketing
- Liceo delle Scienze Umane (LSU)[29] e opzione Economico Sociale
- Istituto Professionale per la Sanità e Assistenza-Sociale (IPSAS)

È presente anche il Centro Formativo Provinciale "Giuseppe Zanardelli".

### Arte

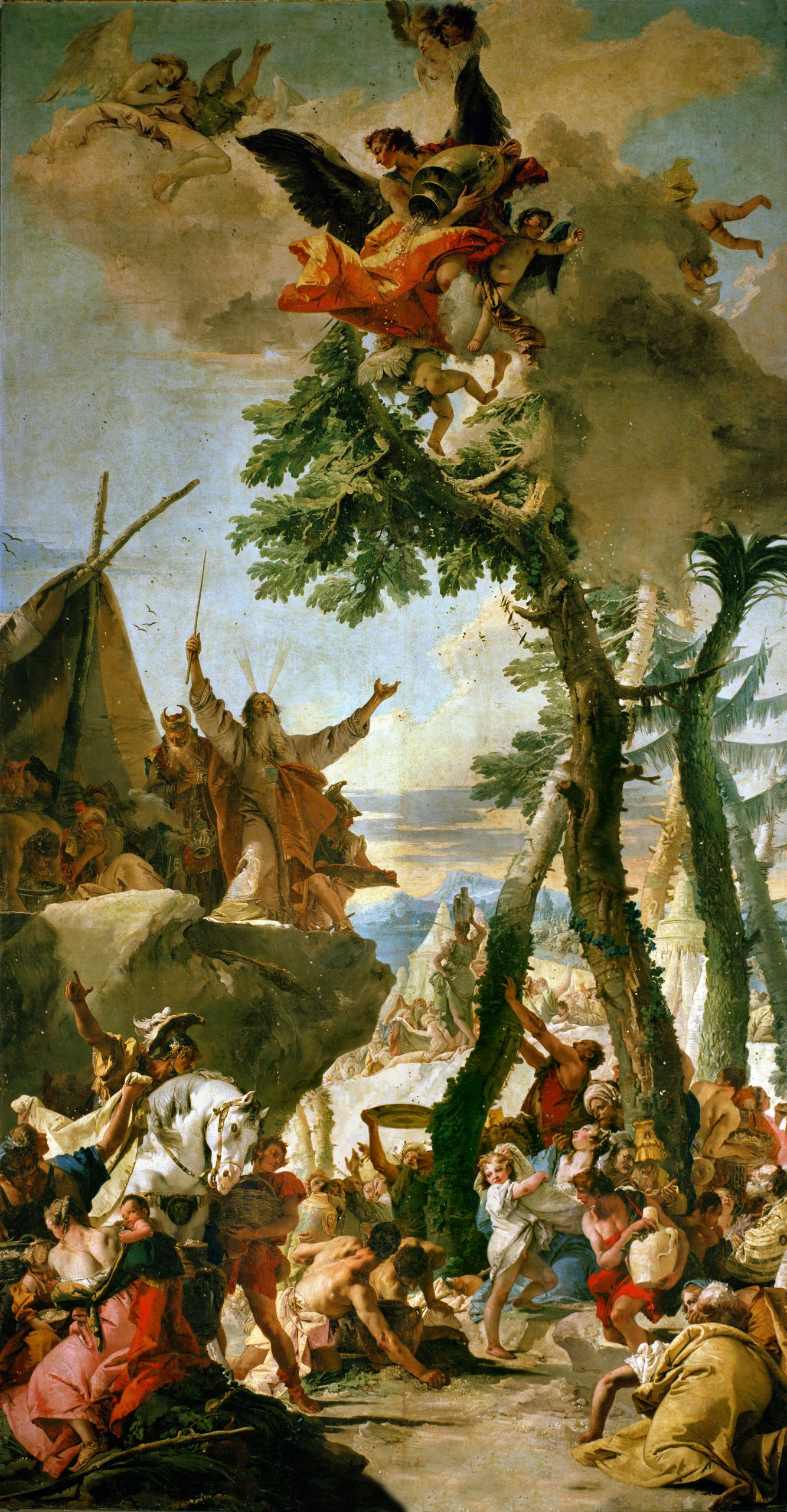
Giambattista Tiepolo, La caduta della manna (1740), Basilica romana minore San Lorenzo Martire.

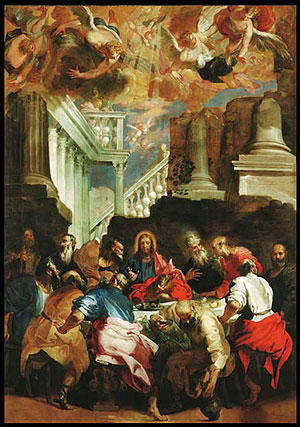
Francesco Maffei, L'ultima Cena (1649).

Le più importanti opere a livello artistico sono racchiuse all'interno della Basilica Romana minore di San Lorenzo Martire, situata in Piazza Malvestiti. Grazie allo sforzo della famiglia Gambara, numerosi artisti importanti dell'epoca lasciarono il segno nel paese, con opere e quadri che aiutarono ad abbellire la basilica.
Vi troviamo, infatti, importanti opere del Trotti detto il Malosso, del Mainardi detto il Chiavechino riferibili alla fine del '500 e di Pietro Ricchi detto il Lucchese della prima metà del 600. Alcuni pregevoli altari in legno intarsiato di scuola bresciana e cremonese, iniziati nella seconda metà del XVII secolo, ed ormai compiuti, si arricchivano poi, specialmente durante il XVIII secolo, di opere d'arte di immenso valore.
Il merito dei Gambara fu quello di aver scelto fra i migliori artisti del tempo, incominciando da Francesco Maffei (1625-1660) il cui momento verolese coincide forse con la fase più forte della sua creazione, ad Andrea Celesti (1637-1712) i cui grandiosi teleri si montarono nel primo decennio del '700, continuando con Giovanni Battista Tiepolo (1696- 1770) con le sue ariose scene bibliche di rilevanza estrema, per arrivare a Ludovico Gallina (1752-1787) che con ampiezza di respiro venne a compiere la sua ultima opera, finita dallo scolaro Tantin.

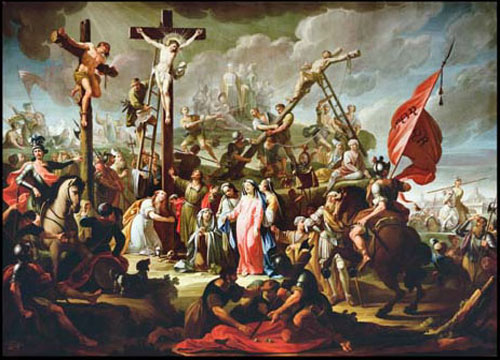
Ludovico Gallina, La crocifissione (1786). L'opera è ubicata sulla contro facciata della Basilica.

Si può tranquillamente affermare che la scuola pittorica veneta è qui presente in tutta la sua evoluzione, riassunta nei suoi contenuti più grandi ed espressivi. Nel tempo, l'interno andava poi completandosi con altre preziose opere, come le marmoree balaustre di varia tonalità ad incastri floreali (1683), le cantorie di scuola cremonese, il settecentesco coro, l'altare maggiore in marmo striato verde (1832) ed il prezioso organo dei fratelli Lingiardi (1875). Per le decorazioni, volute dal Prevosto Don Francesco Manfredi, bisogna arrivare ai primi del '900.
L'architetto Antonio Tagliaferri ne seguì i lavori, ispirandosi per l'ornamentazione al Gesù di Roma, chiamando a compiere le decorazioni d'ornato i fratelli di Manerbio Cominelli e con essi altri pregevolissimi pittori, quali i verolesi Roberto Galperti e Benedetto Lò. Il lavoro d'ornato della cupola è opera di Angelo Cominelli, il medaglione della volta e gli Apostoli sono opera del valente pittore bresciano Gaetano Cresseri (morto il 17 luglio 1933), gli Angeli della cupola sono del Galperti. Mentre l'interno della chiesa veniva così completato, l'architettura esterna del fabbricato rimaneva incompiuta nella sua maestosa solidità, nella semplicità delle sue linee di ordine toscano piane e severe, nonostante la facciata accenni a qualche motivo ornamentale. Nel 1901 l'architetto Antonio Tagliaferri ebbe a ridisegnare la facciata, cercando di legare con lo stile del portale ed abbondando in fregi ed ornati: il progetto, contrastante con le linee e le robuste partiture architettoniche esistenti, non ebbe seguito, rappresentando così una semplice esercitazione accademica.

### Eventi
- Il 10 agosto il paese celebra il proprio santo patrono, San Lorenzo Martire, protettore[38] dei diaconi, cuochi, librai, bibliotecari, pasticcieri, vermicellai, pompieri, rosticcieri e dei lavoratori del vetro.
- Festa patronale di San Lorenzo Martire, la quale si svolge presso l'Oratorio Mons. Giacinto Gaggia alla fine di agosto.
- Verola Paracycling Cup[39], manifestazione ciclistica con protagonisti atleti diversamente abili. Dal 2012, fino ad oggi, ha chiamato atleti da ben 22 nazioni diverse.

## Infrastrutture e trasporti

### Ferrovie

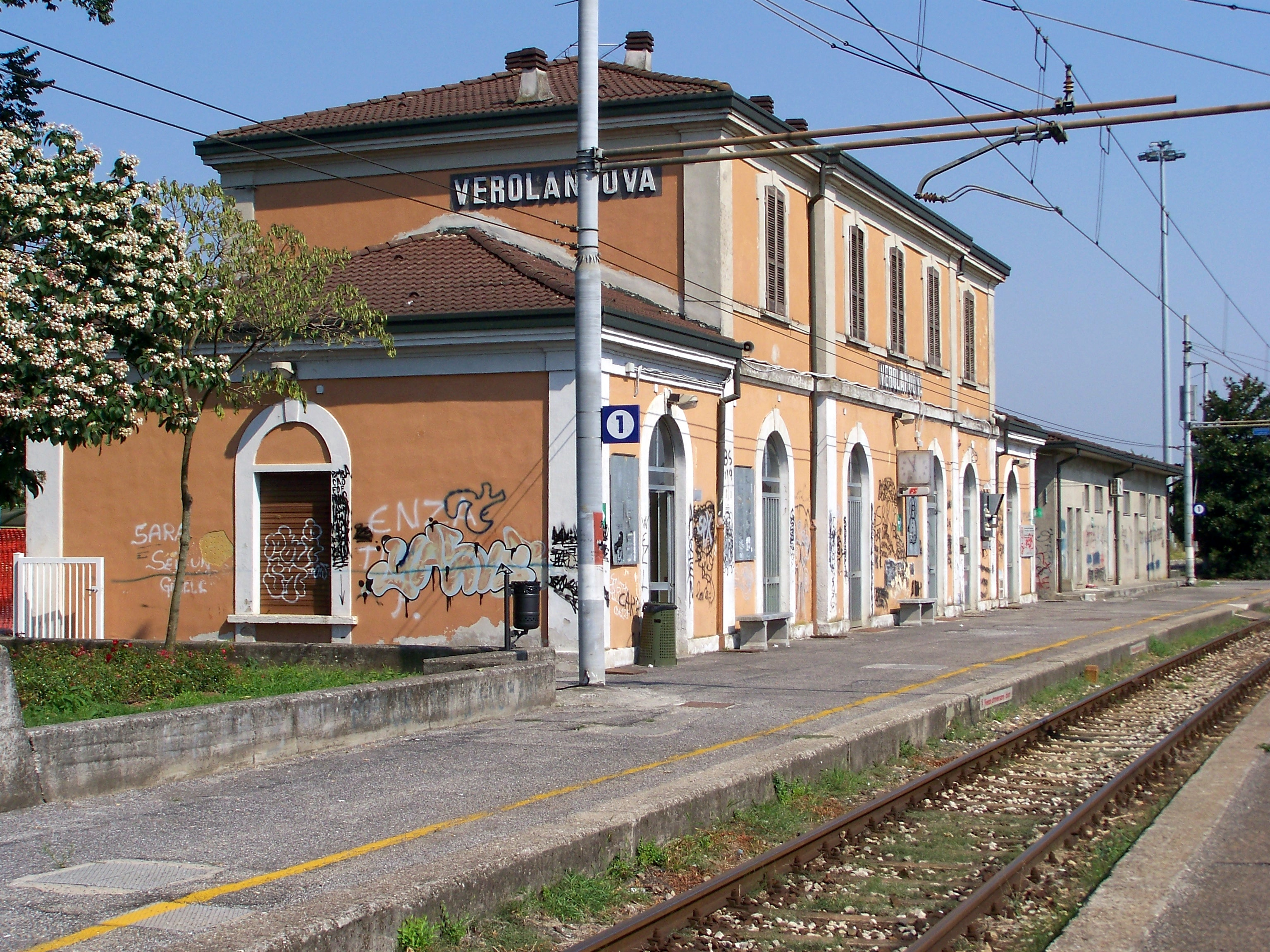
Stazione ferroviaria di Verolanuova

Il territorio di Verolanuova è attraversato dalla linea statale Brescia – Cremona ed è dotata della stazione omonima, servita dai treni regionali Trenord della relazione stazione di Brescia – Cremona a cadenza oraria e da una coppia di corse giornaliere Trenitalia della Freccia della Versilia (Bergamo – Pisa Centrale).

### Strade
Verolanuova è attraversata dalla strada provinciale 11 Orzinuovi - Borgo San Giacomo - Acquafredda, mentre la località Breda Libera è percorsa dalla ex strada statale 45 bis. Il comune di Cadignano è invece attraversato dalla strada provinciale 1, che collega Orzinuovi con Manerbio.

## Amministrazione
| Periodo        | Periodo        | Primo cittadino          | Partito            | Carica  | Note   |
| -------------- | -------------- | ------------------------ | ------------------ | ------- | ------ |
| 23 aprile 1995 | 14 giugno 1999 | Antonio Botta            | lista civica (PPI) | Sindaco |        |
| 14 giugno 1999 | 8 giugno 2009  | Stefano Dotti            | Lega Nord          | Sindaco | [ 40 ] |
| 8 giugno 2009  | 26 maggio 2014 | Maria Carlotta Bragadina | Lega Nord          | Sindaco |        |
| 26 maggio 2014 | in carica      | Stefano Dotti            | Lega Nord          | Sindaco | [ 40 ] |

## Sport

### Calcio
La società calcistica rappresentativa di Verolanuova è la ASD Verolese 1911, originariamente fu fondata nel 1911 con denominazione Verola Football Club. Disputa le proprie partite interne allo stadio Enrico Bragadina, costruito nel 1963, che ha una capienza di circa 1500 spettatori ed è formato da una tribuna coperta e un settore ospiti opposto alla stessa. Il club fu dopo rifondato nel 1976.
I colori sociali sono il blu e il bianco. Dalla stagione 2003-2004 partecipa al campionato di Eccellenza, fino ad arrivare a vincere il campionato nel 2008 e a conquistare la Serie D, categoria nella quale rimane fino al 2011. Dopo il lancio della collaborazione con A.S.D. S.S. Dellese, fatto con lo scopo di fondere le due società per la stagione successiva, la società assunse il nuovo nome di Nuova Verolese Calcio 1911. Attualmente la squadra milita nel campionato di prima categoria. La più grande rivalità a livello locale è con la Orceana Calcio.
| Casa | Ospiti |

### Pallacanestro
A Verolanuova esistono due società cestistiche: la Lic Verolanuova, militante in Serie C Regionale Silver e la G.S. Verolese Basket, partecipante al campionato Promozione. Gli allenamenti e le partite si svolgono nella palestra della scuola media Ercole de Gaspari. I colori sociali sono il blu e il giallo.

### Pallavolo
La società Volley Verole rappresenta il club pallavolistico del paese. Ne fanno parte diverse categorie come il mini-volley, l'under 14, l'under 18 e la seconda divisione femminili e la prima divisione maschile. Gli allenamenti si svolgono nella palestra dell'itc Mazzolari a Verolanuova e la palestra delle scuole medie a Verolavecchia.

### Nuoto e pallanuoto
La società Master Verolanuoto rappresenta i club di nuoto e pallanuoto del paese. Gli allenamenti si svolgono nella piscina coperta comunale.

### Fonti archivistiche
- Archivio di Stato di Brescia: Catasto Napoleonico 1809, cartelle nnº 492,493
- Archivio di Stato di Brescia: Catasto Austriaco 1852, cartella nº 485, fogli nnº 3,11-18,24-29
- Archivio di Stato di Brescia: Catasto Austriaco (U.K.) 1898, cartella nº 486, fogli nnº 3,11-18,24-29
- Dati Biblioteca Civica - Comune di Verolanuova
- Nuova Verolese Calcio - www.nuovaverlesecalcio.com
- Verolanuova - www.verolanuova.com